# Digitale Kunst

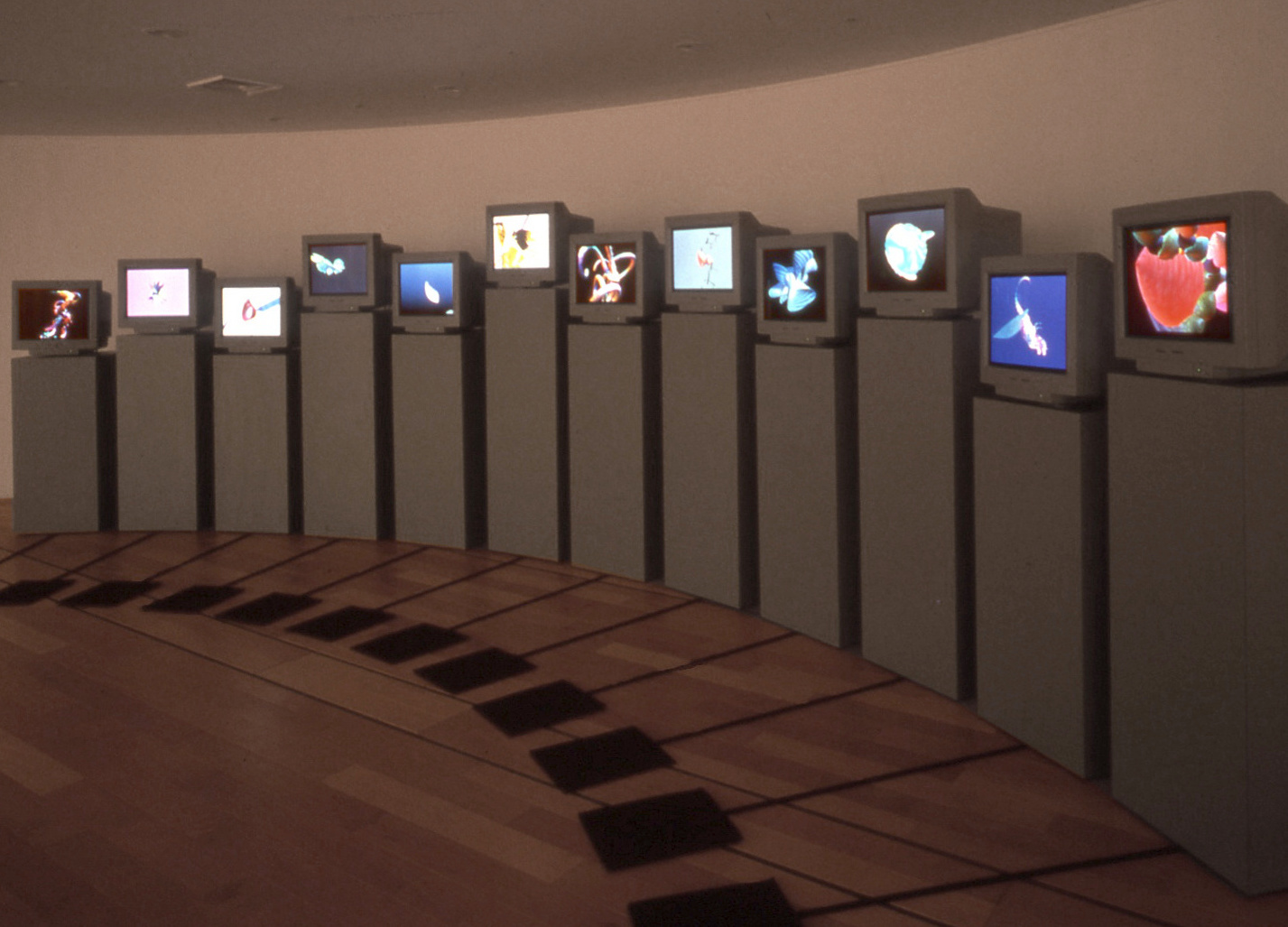
Interaktive digitale Installation "Galápagos" (1997) von Karl Sims

Digitale Kunst oder Digitalkunst, oft gleichbedeutend mit Computerkunst gebraucht, sind im allgemeinen Sprachgebrauch Sammelbegriffe für Kunst, die digital mit dem Computer erzeugt wird. Im engeren Sinn ist es Kunst, die nur durch die spezifischen Eigenschaften digitaler Medien möglich geworden ist, zum Beispiel die Zählbarkeit aller Information, ihre Trennbarkeit von einem bestimmten Datenträger oder den Einsatz von Algorithmen.
Erst in den 1990er-Jahren wurde der Ausdruck digitale Kunst gebräuchlich.

## Begriffe und Definitionen

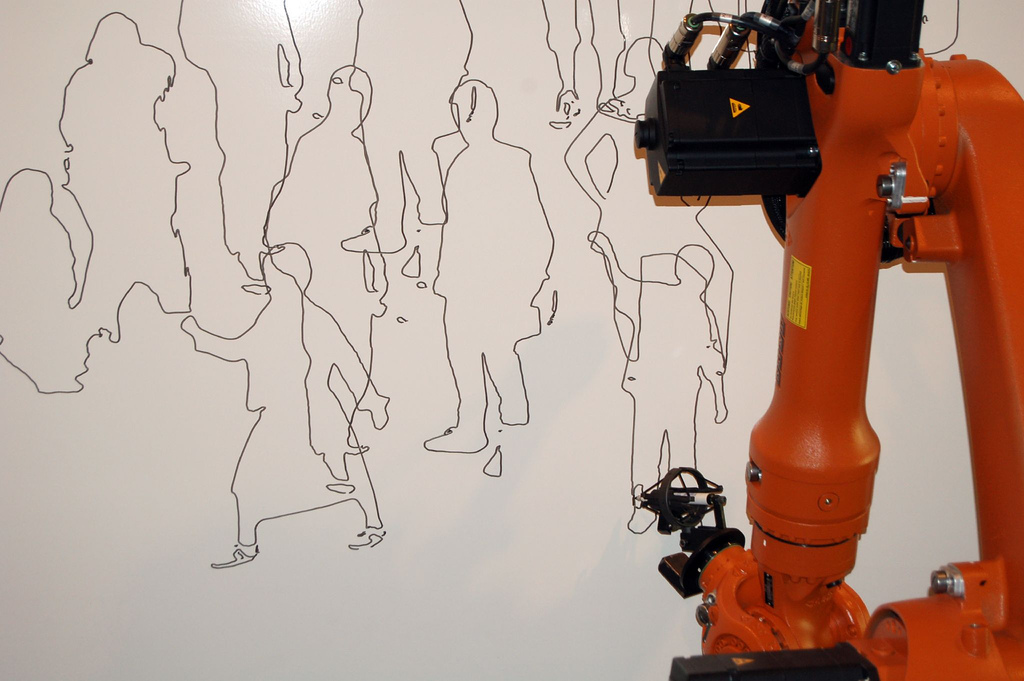
Interaktive Roboterinstallation profiler der Künstlergruppe „robotlab“ aus Karlsruhe

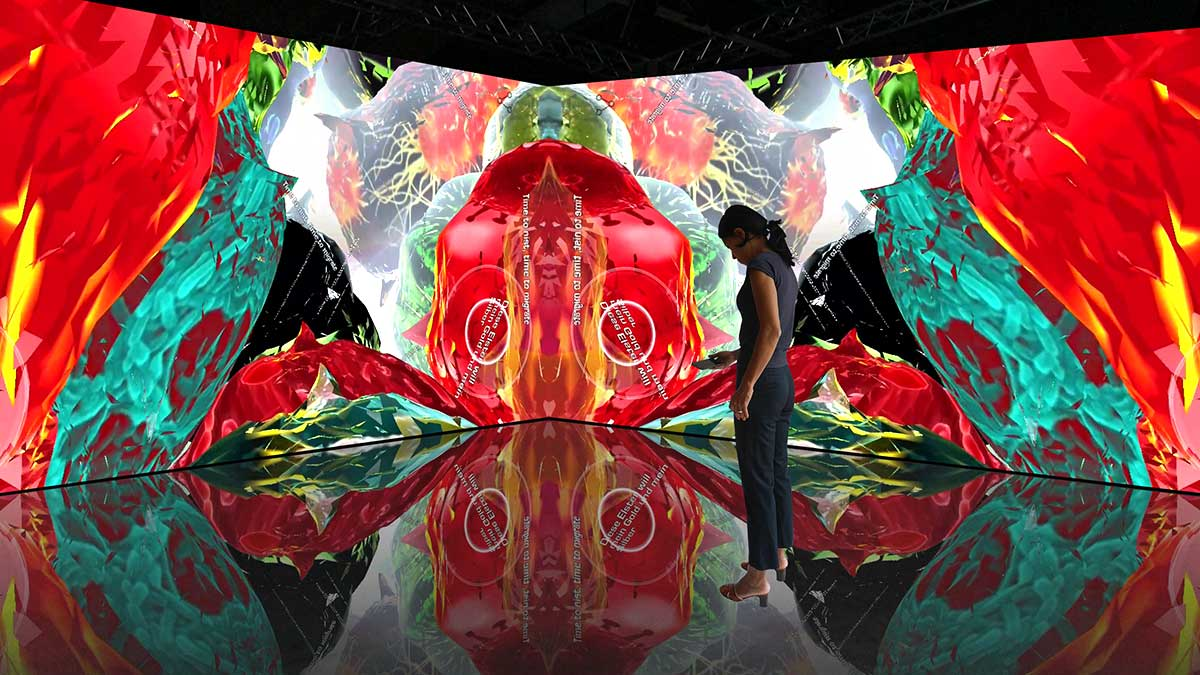
Mobile App für interaktive Installationen von Marc Lee

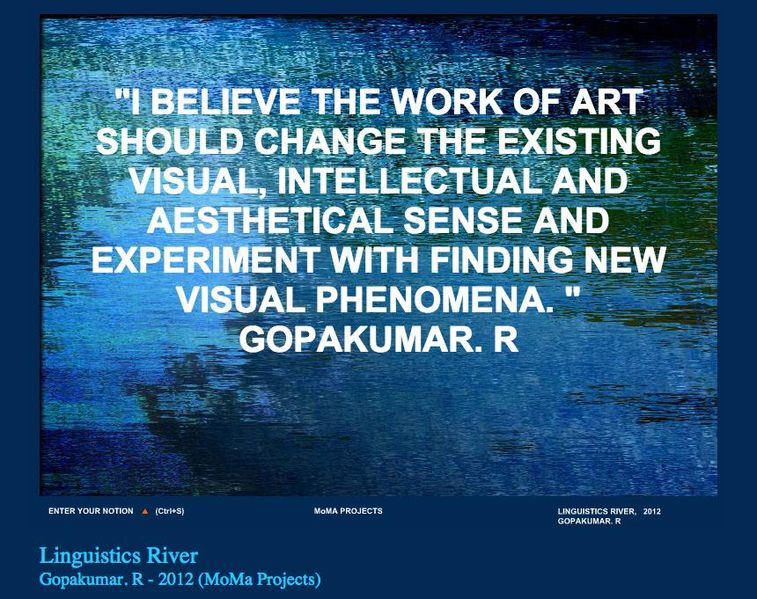
Linguistics River, 2012 MoMa educational net art project

Die digitale Kunst zählt zur Medienkunst. Im Zusammenhang mit digitaler Kunst werden teils sich überschneidende Begriffe verwendet:
Elektronische Kunst können alle künstlerischen Arbeiten und Werke genannt werden, die funktionierende analoge oder digitale Elektronik enthalten, sei es in Kunstgattungen wie Architektur, Performance, Tanz, Bildhauerei und Musik, oder in neuen Bereichen wie Robotik oder Computeranimation. Elektronische Kunst war in ihren Anfängen analog und muss heute nicht notwendig digital sein.
Computerkunst war anfangs eine Sammelbezeichnung für alle mit einem Computer in zentraler Funktion hervorgebrachte Kunst. Sie war vor allem in ihren Anfängen nicht immer digital, es konnten Analogrechner eingesetzt werden. Als Audio-Computerkunst galt beispielsweise die Verwendung von Computern als Live-Musikinstrument (vgl.).
Digitale Kunst beruht auf digital kodierter Information. Die Information wird meist über Computer digital verarbeitet und künstlerisch verwendbar präsentiert. Die Digitalisierung von Information kann durch Eingabegeräte, wie Scanner, Tastaturen und Messgeräte erfolgen. Viele Formen digitaler Kunst sind durch den Unterschied zwischen dem rein digitalen Werk, den binären Dateien, und ihrer hörbaren und sichtbaren Repräsentation geprägt. Liegen Werke in digital kodierter und gespeicherter Form vor, etwa als Bilddateien, Klangdateien, Algorithmen, Hypertexte, ausführbare Programme oder Code für Internetseiten, kann von digitaler Kunst im engeren Sinne gesprochen werden. In bestimmten Fällen sind die Dateien und digitalen Vorgänge sogar das eigentliche Kunstwerk. Ein künstlerisch bedeutender digitaler Code, handschriftlich notiert, kann bereits digitale Kunst sein.
Sind Werke digitaler Kunst ohne ihre Repräsentation in einem Medium nicht vollständig, kann durch ausgesuchte Hardware und Software die Repräsentation künstlerisch beeinflusst werden. Mit Software, die bei Veränderungen von Variablen zu nicht genau vorhersehbaren künstlerischen Ergebnissen führt, ist sogar ergebnisoffene Gestaltung möglich. Die Repräsentation einer Datei muss nicht auf die Wiedergabe durch Lautsprecher, Monitore und Projektionen beschränkt sein: Sie kann dreidimensionale materielle Plastiken, Lichtinstallationen oder multimediale Ereignisse umfassen. Bei biennale.py, dem Virus für die 49. Biennale Venedig, bestand die Repräsentation aus einer kollektiven multimedialen Performance, in der Publikum und Medien, oft ohne es zu bemerken, zu unverzichtbaren Akteuren wurden.
Computergenerierte digitale Kunst und Mediale digitale Kunst werden in der kunsthistorischen Betrachtung unterschieden:
Computergenerierte Kunst entsteht auf Basis traditioneller Kunstgattungen und Kunstformen mit dem Computer als Werkzeug. Vormals analoge Bereiche der Bildkunst wie Druck, Malerei, Fotografie werden digital weitergeführt. Ebenso werden Kunstwerke im Bereich der bewegten Bilder, Video und Film und der Übertragungsmedien Radio und Fernsehen, nach Konventionen aus der analogen Tradition der Medienkunst, zunehmend digital erzeugt. Gleiches gilt für „elektronische oder digitale Musik“ (siehe Abschnitt „Computergenerierte Kunst“).
„Mediale digitale Kunst“ hingegen, nutzt Computer und Netzwerke, oder andere digitale Geräte, wie Mobiltelefone, als eigenständiges Medium, unter anderem auf Basis des Internets, so dass eigene Kunstformen wie Netzkunst (Net Art), (Software Art), digitale Installationen und Kunstwerke im Bereich Virtuelle Realität entstehen (siehe Abschnitt „Mediale digitale Kunst“).
Das Festival Ars Electronica in Linz geht auf entscheidende Entwicklungen in allen Bereichen elektronischer Kunst ein. Computerkunst und digitale Kunst sind ständige Schwerpunkte. Die Ars Electronica inspiriert künstlerische Arbeiten und fördert Künstler durch den manchmal als „Oscar der digitalen Kunst“ bezeichneten Prix Ars Electronica.

## Computergenerierte Kunst

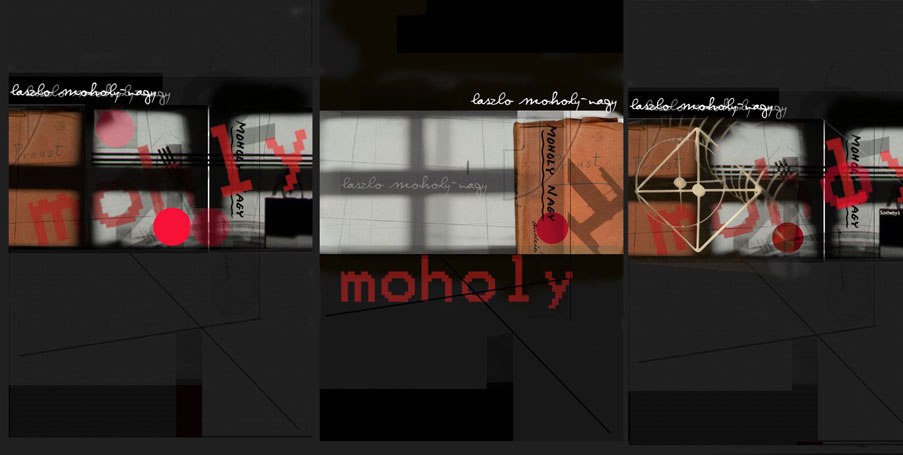
moholy-nagy, digitale Collage von István Horkay, 2006

### Digitale Bildkunst
Digitale Bildkunst, meist kurz „digitale Kunst“ genannt, fällt weitgehend unter „computergenerierte Kunst“ und wird vorwiegend auf zweidimensionale Medien (Web/Print/Projektion) ausgegeben. In allgemeinerem Sinn werden visuelle Ausgaben eines Computers als Computergrafik bezeichnet.
Differenzierungen digitaler Bildkunst:
- Digitales Malen: Durch Eingabegeräte wie Grafiktablett oder Maus direkt erzeugt, manchmal mittels Algorithmen manipuliert, um mitunter traditionellen Maltechniken ähnelnde Effekte zu erreichen.
- Fotomanipulation: Durch Integration oder Verfremdung digitaler Inhalte (Fotografien) erzeugte Bilder und Fotomontagen. Siehe Bildbearbeitung
- Digitale Bildhauerei: Digital erstellte Skulptur und durch industrielle Verfahren materialisiert (3D-Druck, CNC-Verfahren)
- Szenische 3D-Kunst: Darstellungen virtueller Räume mittels 3D-Software
- Mathematische Kunst: Bildausgaben durch mathematische Algorithmen, Teil der Generativen Kunst
- Fraktale als Parametrierung festgelegter Formeln, z. B. Mandelbrot-Menge
- Vector Art: Kunst mit Vektorgrafiken. Oft angewendet als Grafikdesign und Illustration im Web
- Digitale Stilkunst: Digital erzeugte Nachempfindung und Weiterführung traditioneller Kunststile, z. B. digital-impressionistisch, digital-abstrakt
- Mixed Media: Mischformen aus oben genannten Techniken
- Computerkunst: Computerkunst als digitale Bildkunst, die den Computer selbst und seine Arbeitsweise thematisiert

### GFX-Grafik

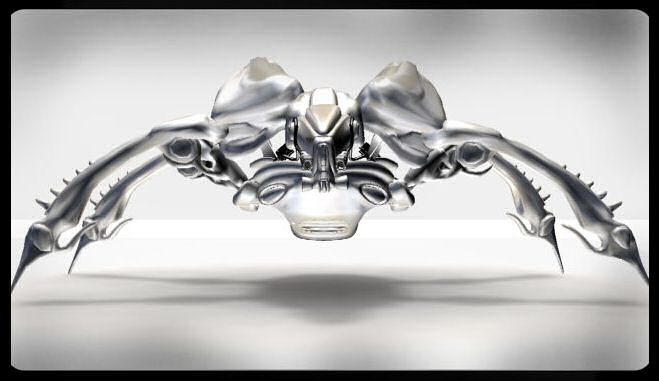
Bildschirmfoto der PC-Demo
Interceptor von Black Maiden, 2004

GFX ist eine spielerische Abkürzung für Graphical Effects. Ähnlich analogen Kunstformen, wie Comics oder Graffiti, die mit Jugendszenen und Jugendkultur verbunden sind, ist GFX mit der GFX-Szene beziehungsweise der Demoszene verbunden, einer digitalen Jugendkultur oder Netzkultur, in der grafische Effekte ursprünglich für Spielecomputer und Spielkonsolen wie C64, Atari ST, Commodore Amiga oder Xbox programmiert wurden. Auch heute beruht die Programmierung von GFX Grafiken und Animationen auf Verfahren, die besonders geeignet sind, vom Computer direkt ausgegebene Grafik und Klang in außergewöhnlicher Qualität aufeinander abzustimmen und damit die Möglichkeiten des Computers zu demonstrieren. GFX ist eine eigenständige Kunstform, die einerseits als angewandte Kunst untrennbar mit Computerspielen verbunden ist, andererseits aber auch eigenständige Werke hervorbringt, die als zeitgenössische Kunst gesammelt werden (etwa Yehoshua Lakners AVZGs).

### Künstliche Intelligenz
Die Idee, einem Computerprogramm Spielraum bei der Generation von Bildern zu geben, ist älter als die Nutzung von künstlicher Intelligenz bei der Erstellung von Bildern. Vera Molnár, Pionierin computergenerierter Kunstwerke, setzte seit 1974–76 das gemeinsam mit ihrem Mann hergestellte Programm Molnart ein, um systematisch mit Bildern zu experimentieren. Einen deutlichen Schritt weiter ging Harold Cohen, der ab 1973 ein Computerprogramm mit dem Namen AARON entwickelte, das an eine roboterähnliche Konstruktion angeschlossen wurde und autonom Zeichnungen und Malereien erzeugen konnte. Der Präsident der Amerikanischen Gesellschaft für künstliche Intelligenz bezeichnete es um die Jahrtausendwende als "eines der wenigen existierenden kreativen Programme." Obwohl AARON oftmals als künstliche Intelligenz bezeichnet wurde, war AARON keine selbstlernende Software, sondern bedurfte der Eingabe von Algorithmen.
Der US-amerikanische Künstler und „Ausnahmeprogrammierer“ Karl Sims nutze für seine komplexen Kunstwerke die schiere Rechenpower des Supercomputers Connection Machine 2 (CM-2). Mit Hilfe dieses dediziert für KI-Anwendungen gebauten Rechners gelang es ihm, künstliche neuronale Netze in Kunstwerke einzubinden. Dabei wurde seine Kunst, die er in den 1990er Jahren präsentierte, nicht als KI-Kunst gesehen, sondern als „Genetic Art“ oder „Artificial Life“, also als Kunst, die versuchte, Elemente des biologischen Lebens und der Evolution am Computer zu simulieren. Zwei goldene Nicas der Ars Electronica und eine Ausstellung im Centre Georges Pompidou in Paris zeigen das große Interesse, das dieser Art von Kunst in den frühen 90ern entgegengebracht wurde.
Die erhöhte Verfügbarkeit preiswerter Rechnerleistung führt dazu, dass sich das Spektrum der für Künstler verfügbaren digitalen Techniken deutlich erweitert. So kommt es seit den 80er Jahren zum experimentellen Einsatz von KI (künstliche Intelligenz) und künstlichen neuronalen Netzen. 
KI-basierte Kunstformen gehören zur Computerkunst, arbeiten jedoch mit einem andersartigen Erschaffungsmechanismus als alle anderen Kunstformen. Neben der Gestaltungsfähigkeit des Künstlers, den Naturgesetzen und dem Zufall werden nun auch nicht-mechanische, nicht-humane, selbstlernende Entitäten genutzt, deren Ergebnis kreativ anmutet: maschinelles Lernen, künstliche Intelligenz und künstliche neuronale Netze. Über die Einordnung und Bewertung dieser anscheinend schöpferischen digitalen Technik gibt es durch die am Diskurs Beteiligten unterschiedliche Meinungen. Das Künstlerkollektiv Obious, das 2018 ein sechsstelliges Auktionsergebnis für das KI-generierte Portrait of Edmond de Belamy erzielte, unterstellt der KI schöpferische Eigenschaften: „Kreativität ist nicht nur etwas für Menschen,“ während KI-Pionier Joseph Ayerle erklärt: Künstliche Intelligenz „...kann erschaffen, aber sie ist nicht schöpferisch.“
Ab 2022 kam eine neue Generation bilderzeugender KI’s auf den Markt, deren besondere neue Eigenschaft die Bildgeneration über das Text-to-Image-Prinzip war und ein neuer Grad des fotografischen Realismus. Zu dieser neuen Generation bilderzeugender KI’s gehören z. B. Stable Diffussion, Midjourney oder DALL-E. Das Text-zu-Bild-Prinzip ermöglichte es auch Nutzern, die keine Fotografen oder bildende Künstler waren, digitale Bildwerke nach eigenen Vorstellungen zu kreieren. Ab 2023 war der Realismus der neuen Werkzeuge teilweise so groß, dass er an Fotos heranreichte. In der Folge kam es zur viralen Verbreitung einiger ungewöhnlicher KI-generierter Bilder, von denen viele Betrachter anfangs annahmen, dass sie echt seien. Großes Aufsehen erregte ein realistisches vermeintliches Foto von Papst Franziskus in einem modischen Wintermantel. Im Bereich von Kunst und Fotografie fand große Beachtung, dass ein vom Fotografen Boris Eldagsen eingereichtes KI-generiertes Nicht-Foto den Sony World Photography Award 2023 im Bereich „Kreativ“ gewann.

### NFT-Kunst
Von NFT-Kunst, NFT Art oder Krypto-Kunst (engl.: Crypto Art) spricht man bei digitalen Kunstwerken, die in Form eines Non-Fungible Tokens (NFT) existieren, verkauft, gekauft und digital gesammelt werden. Non-Fungible Tokens sind also einmalig, können nicht repliziert oder zerstört werden. Während die Fungible Tokens Einsatz als Kryptowährung finden, finden Non-Fungible Tokens überall dort Verwendung, wo virtuelle Güter als einmalige Objekte gesammelt und gehandelt werden können, neben der Kunst auch bei Einzelobjekten in Computerspielen. Da die Erstellung eines NFT eine digitale Verschlüsselungsoperation ist, wird NFT-Kunst auch synonym als Krypto-Kunst oder Crypto Art bezeichnet.
NFT-Kunstwerke können in jeglicher digitaler Form auftreten, als digitale Bilder, digitale Filme, animierte GIFs oder VR-Installationen, die nach der Erstellung zu einem handelbaren NFT „gemünzt“ (Englisch: minted) werden und auf digitalen Plattformen verkauft oder versteigert werden. Mit dieser Begriffsdefinition geht einher, dass der Begriff der NFT-Kunst keinerlei stilistische Einschränkung impliziert. Im Februar 2021 versteigerte das Auktionshaus Christie’s das digitale Kunstwerk The First 5000 Days, des US-amerikanischen Grafikdesigners und Digitalkünstlers Beeple, der bis zu diesem Zeitpunkt nicht durch eine klassische Galerie vertreten wird. Die Collage aus 5.000 kleinen Bildern hat einen Rekord für digitale Kunst erzielt und wurde für 42.329,453 Ether (Gegenwert: ca. 69,3 Millionen US$) versteigert. Es war zum Zeitpunkt der Auktion der dritthöchste Auktionspreis aller Zeiten für ein Werk eines lebenden Künstlers. Nach einem Höchststand von 2,9 Milliarden US-Dollar im Jahr 2021 sind die Verkäufe von NFTs im Kunstbereich seit zwei Jahren rückläufig und beliefen sich 2023 auf 1,2 Milliarden US-Dollar, was einem Rückgang von 51 % gegenüber dem Vorjahr entspricht.
Für Unmut sorgt, dass unter der Vielzahl von NFT-Handelsplätzen es offenbar auch Fälle gab, in denen NFT-Daten aus den Sammlungen von Besitzern unter ungeklärten Umständen verschwanden.

### Digitale Musik
Elektronische Musik ist anfangs, ähnlich früher visueller Computerkunst, mit analogen Generatoren wie Oscillions, Melochord, Trautonium, Ringmodulatoren, Rauschgeneratoren und Filter erzeugt worden. Computermusik und elektronische Musik sind heute weitgehend digitalisiert. Eine der ersten musikalischen Anwendungen eines digitalen Computers war 1957 Lejaren Hillers digitale Musikkomposition ILLIAC-Suite (für ILLIAC siehe Liste der Röhrencomputer). Iannis Xenakis entwickelte 1961 seine Kompositionstheorie auf Grundlage des neuen Verfahrens der Klangsynthese mit Klangquanten. Der Physiker Wilhelm Fucks gilt mit seiner computergenerierten Komposition von 1963 Quatro Due als Pionier der digitalen Musik in Deutschland. Aufgrund langer Rechenzeiten und geringer Speicherkapazität setzte sich die voll digitalisierte Musikausgabe erst gegen Ende der 1970er-Jahre mit einer schnelleren Computergeneration durch.

## Mediale digitale Kunst
Mediale digitale Kunst tendiert zu Interaktivität und Multimedialität. Es geht um die Interaktion zwischen Kunstwerk und Mensch, wobei die Teilnehmer mit dem Kunstwerk ein komplexes Netz und eine künstliche Welt bilden können. Als vorwiegend visuelle und auditive interaktive Benutzerschnittstelle dienen Webseiten, Programmoberflächen, Spieloberflächen, und softwaregesteuerte Installationen. Für haptische Interaktion werden raumorientierende Zusatzgeräte eingesetzt.
Zu den neuen Kunstformen zählen:

### Digitale Netzkunst
Unter dem Sammelbegriff Netzkunst wird künstlerische Arbeit in analogen oder digitalen Netzen mit Arbeit in künstlerischen Netzwerken zusammengefasst. Internet- oder Webpräsenzen, die entweder durch ihr programmiertes Verhalten oder die Interaktion mit dem Besucher am Bildschirm eigenständige Kunstwerke bilden, können unter beide Kategorien fallen.
Mit dem Beginn der globalen Verbreitung des World-Wide-Webs, ab 1993 mit dem Mosaic Browser, wurden Webseiten als künstlerisches Medium interessant. Es entstand eine Form digitaler Netzkunst als Kunst mit Webseiten, für die ab 1994 im englischen Sprachraum Bezeichnungen wie Internet Art und Web Art üblich wurden. Besonderen Einfluss hatte eine Gruppe von Künstlern unter dem Namen net.art. Dazu zählten Vuk Ćosić, Jodi.org, Alexei Shulgin, Olia Lialina, Heath Bunting, Rachel Baker, Minerva Cuevas, Daniel García Andújar und Marcus Valentin. Die Werke der Künstler hatten inhaltlich wenig gemeinsam. Die Gruppe wurde von Autoren wie Tilman Baumgärtel, Josephine Bosma, Hans Dieter Huber und Pit Schultz als Parodie einer Avantgardebewegung beschrieben.
Netzkunst und digitale Kunst überschneiden sich in weiten Bereichen, vor allem dort, wo digitale Kunst telematische Netze einbezieht oder gemeinsame Kunstwerke durch die Vernetzung von Teilnehmern ermöglicht.

### Softwarekunst
Als einer der Ursprünge der Softwarekunst gelten kreativ kodierte Computeroperationen, die konventionelle Programmierungen übertreffen und manchmal sogar durch Regelbrüche besser funktionieren. Zuerst am Massachusetts Institute of Technology wurde dafür die Bezeichnung „Hack“ verwendet. Software Art als bewusst eigene Kunstform wurde jedoch erst gegen Ende der 1990er-Jahre zum Beispiel durch de-programmierte Computerspiele (vergleiche) oder andere herunterladbare Programme (Beispiele: runme.org) allgemein bekannt, die den Nutzer dazu anhalten, sein Verhältnis zu Internet, Rechner und eigenem Nervensystem zu überdenken.

### Digitale Poesie, Net Poetry und Code Poetry
Digitale Poesie begann einerseits mit dem Computer als bloßes Werkzeug für Dichtung, andererseits jedoch als Untersuchung der nur im Medium Computer entwickelbaren Möglichkeiten, Zeichen, Worte und Sprache zu generieren. Frühe digitale Poesie schrieb bereits Raymond Queneau 1962. 1980 entwarf Jean-Pierre Balpe den ersten algorithmischen Gedichtgenerator „Poèmes d’Amour“. Heutige digitale Poesie geht über Wortspiele, Dichtungen, visuelle Poesie und programmierte Dialoge oft weit hinaus und kann in allen geeigneten Erscheinungsformen medialer digitaler Kunst auftreten.
Ein Ereignis auf der Biennale 2001 Venedig war Net Poetry online im „Parallel-Action-Bunker“ von Caterina Davinio. Ebenso für Net Poetry seit den 1990er-Jahren zu nennen: jodi.org (Joan Heemskerk und Dirk Paesmans).
In Computersprachen wie Algol oder Perl verfasste Code Poetry ist nicht nur computergeneriert, sie kann unter Umständen als Code tatsächlich ausführbar sein. Gleiches gilt für Scriptsprachen (wie JavaScript, Perl, Python und AppleScript), die zur Bedienung von Computern verwendet werden, deren Skripte jedoch gleichzeitig als poetische Mitteilung verfasst sein können.

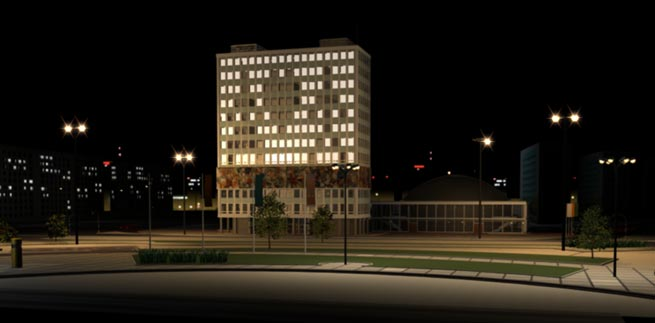
Blinkenlights am Haus des Lehrers

### Interaktive Installation

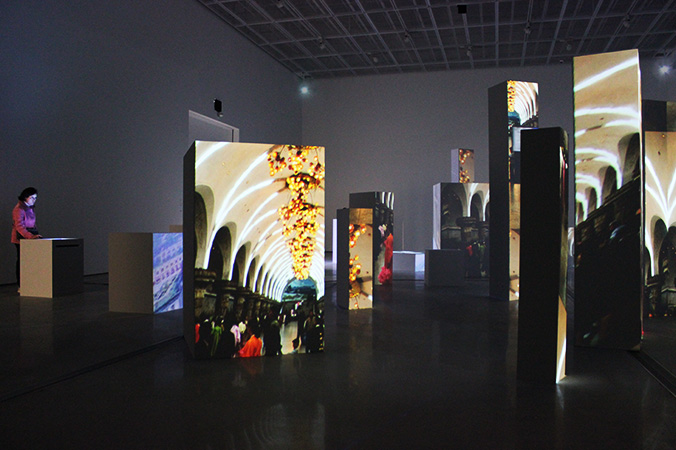
10.000 Moving Cities, interaktive netzbasierte Installation, Marc Lee, National Museum of Modern and Contemporary Art, Seoul

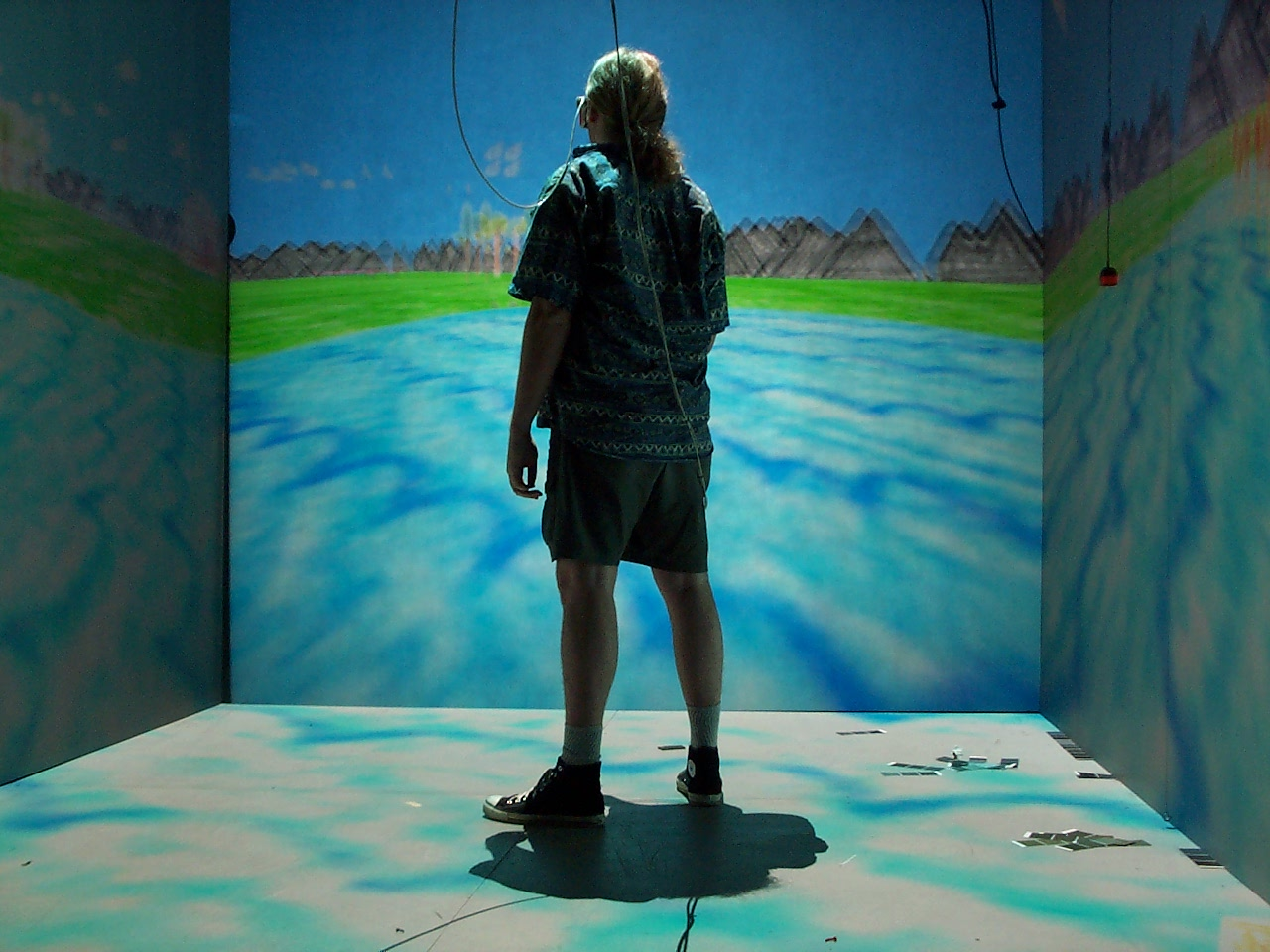
Cave Automatic Virtual Environment

Der Besucher wird zum Benutzer und interagiert in einer Kunstinstallation durch Körperbewegung, Geräusche, Laute, Sprache oder über andere Medien (Mobiltelefone und Anderes) mit Programmen, die meist visuell und akustisch antworten. Typische digitale „Interaktive Installationen“ in dieser Art sind einige Werke von Michael Saup und von Projekt Blinkenlights.

### Virtuelle Realität (VR)
Die Virtuelle Realität kann wesentliches Element begehbarer softwaregesteuerter Installationen und Projektionen sein. Virtuelle Räumlichkeiten und andere digitale Kunstwelten haben bildhauerische und architektonische Aspekte. Sie können mit Text, Grafik, Animation, Sprache, virtueller Audio-Realität und sogar körperlicher Erfahrung als virtuelle Existenz erlebt werden. Durch den Eintritt in virtuelle Räume als virtuelle Persönlichkeit oder Avatar, kann sich eine gelebte Traumwelt entwickeln.
Unter Virtuelle Realität fallen:

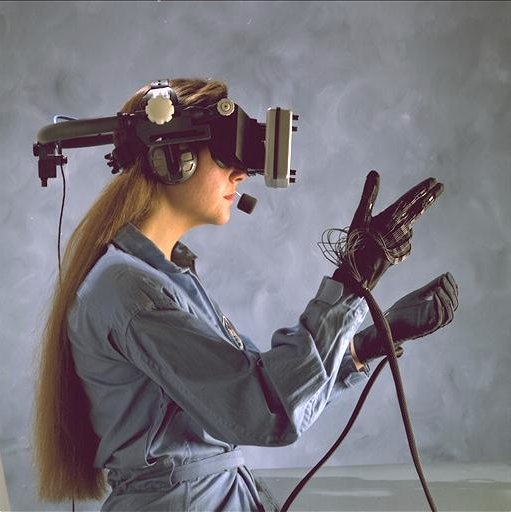
Kopfmonitor (Head Mounted Display)

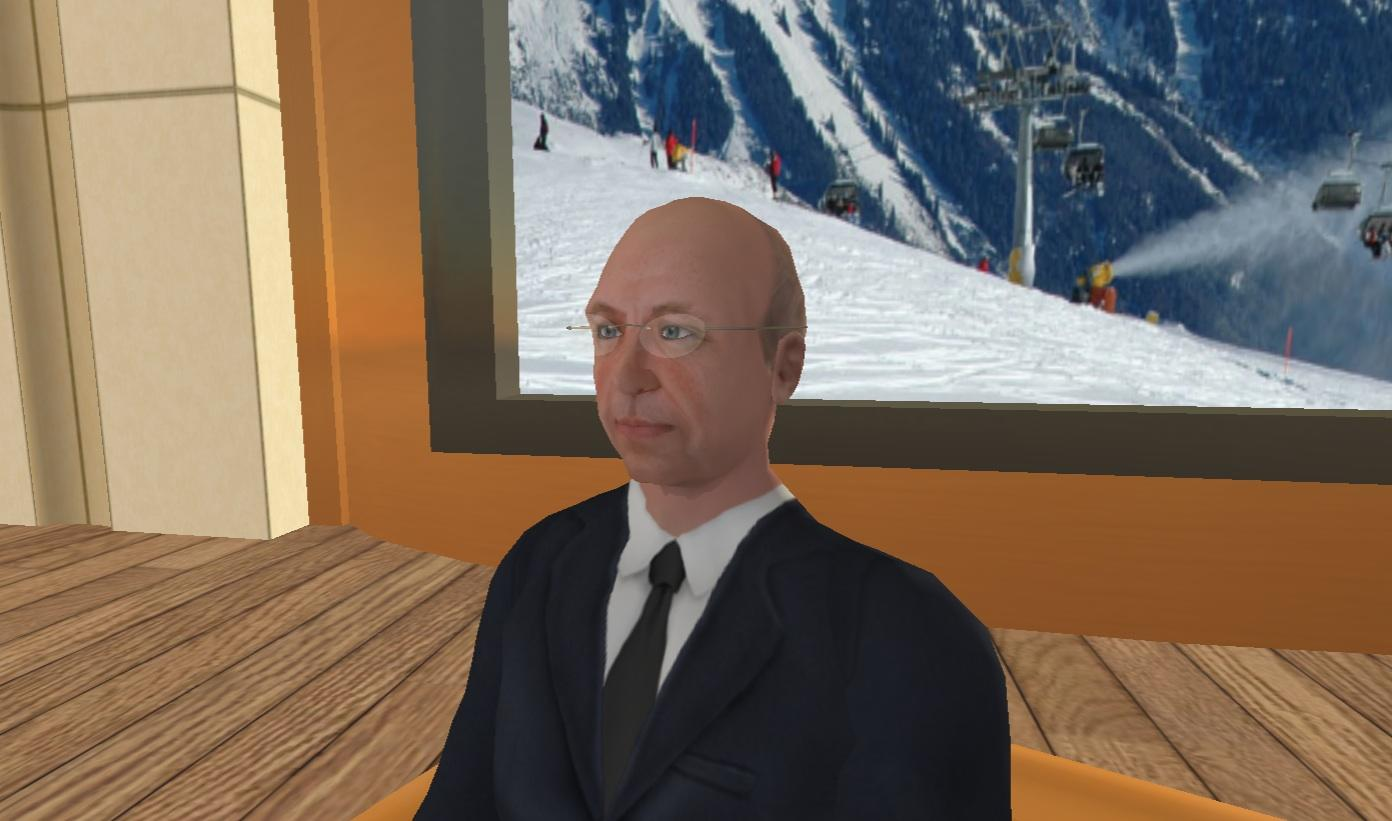
Der Avatar Klaus Schwab in Second Life

- Virtuelle künstliche Personen und Räume, die durch digitale Netzkommunikation in der Vorstellungswelt der Teilnehmer entstehen, wie beispielsweise Muds oder Figuren wie Monty Cantsin (oder noch virtueller: Karen Eliot). Einige dieser Figuren und Fantasiewelten sind als Muster ursprünglich aus analoger Telekommunikation entstanden. Einige der heute digital kommunizierten Ausprägungen sind im Prinzip noch in analogen Communitys als Vorstellungswelten oder Rollenspiele möglich.
- Virtuelle Räume, erfahrbar als dreidimensionale Illusionswelten z. B. als Cave Automatic Virtual Environment, Head Mounted Display (HMD) oder Ähnliches.
- Virtuelle Welten, die weitgehend von den als Avatar präsenten Beteiligten selbst, als komplett digitale und virtuelle Realität gestaltbar sind, beispielsweise Second Life.

### Augmented Reality (AR)
Augmented Reality (AR)  hat sich als Medium in der digitalen Kunst etabliert. Sie erweitert die physische Realität durch digitale Elemente und ermöglicht neue Formen der künstlerischen Interaktion. Im Gegensatz zur Virtuelle Realitäten (VR), die vollständig digitale Welten erzeugt, kombiniert AR virtuelle Inhalte mit der realen Umgebung. Dadurch entstehen hybride Kunstwerke, die visuell und interaktiv erfahrbar sind.

#### Definition und Abgrenzung
AR-Kunst ist eine Form der digitalen Kunst, die virtuelle Elemente in die physische Welt einfügt und diese in Echtzeit erweitert. Im Gegensatz zur Virtuellen Realität (VR), die eine vollständig digitale Umgebung schafft, bleibt bei AR-Kunst die reale Welt die Grundlage, während digitale Inhalte über mobile Geräte oder AR-Brillen ergänzt werden.
AR-Kunst unterscheidet sich von anderen digitalen Kunstformen wie Videokunst oder digitaler Malerei durch ihre Interaktivität und ortsabhängige Natur. Sie kann bestehende Kunstwerke erweitern, neue immersive Erlebnisse schaffen oder als eigenständiges Medium eingesetzt werden. AR-Kunst wird in Museen, im öffentlichen Raum oder als ortsgebundene Installation eingesetzt, um digitale Inhalte mit physischen Kunstwerken zu verbinden.

#### Einsatzbereiche und künstlerische Ausdrucksformen
AR wird in Museen, Galerien und öffentlichen Räumen genutzt, um Kunstwerke mit zusätzlichen digitalen Schichten zu versehen. Künstlerinnen und Künstler erweitern mit AR traditionelle Kunstformen oder schaffen interaktive Erlebnisse. Dies erfolgt über mobile Geräte wie Smartphones und Tablets oder spezielle AR-Brillen, die digitale Elemente über reale Objekte legen.
Ein Beispiel ist die App "Artivive", die klassische Gemälde mit animierten und interaktiven Elementen ergänzt. Museen wie das Museum of Modern Art (MoMA) in New York und die Tate Modern in London integrieren AR in ihre Ausstellungen, um neue Perspektiven auf Kunstwerke zu eröffnen.
Ein weiteres Beispiel ist "The Unreal Garden", eine immersive Kunstausstellung, die physische und virtuelle Elemente kombiniert, um eine interaktive Umgebung zu schaffen.

#### Historische Entwicklung und technologische Grundlagen
Die Anfänge von AR in der Kunst reichen bis in die frühen 2000er Jahre zurück. Künstler wie Jan Torpus experimentierten mit Projekten wie "LifeClipper" in Basel, um digitale Erweiterungen in reale Räume einzubinden. Der Fortschritt leistungsfähigerer Smartphones und AR-Software in den 2010er Jahren förderte die Nutzung von AR als künstlerisches Medium.
Technisch basiert AR auf Echtzeit-Rendering, Kameratracking und künstlicher Intelligenz. Die Integration von Geolokation ermöglicht ortsabhängige Kunstwerke, die nur über mobile Geräte sichtbar sind.

#### Einfluss auf Kunstwahrnehmung und Zugänglichkeit
AR beeinflusst die Wahrnehmung von Kunst und erweitert deren Zugänglichkeit. Digitale Kanäle ermöglichen es, Kunst einem breiteren Publikum zugänglich zu machen. Gleichzeitig entstehen Diskussionen über die Authentizität von Kunstwerken, da physische Werke durch digitale Erweiterungen verändert werden.
Projekte wie MoMAR (2018), ein Guerilla-Kunstprojekt im Museum of Modern Art, zeigen, wie AR alternative Interpretationen bestehender Kunstwerke ermöglicht.
Freie Entwicklungsplattformen wie ARKit erleichtern den Zugang zu AR-Technologien für Kunstschaffende und fördern die Vielfalt der AR-Kunst weiter.

## Geschichte

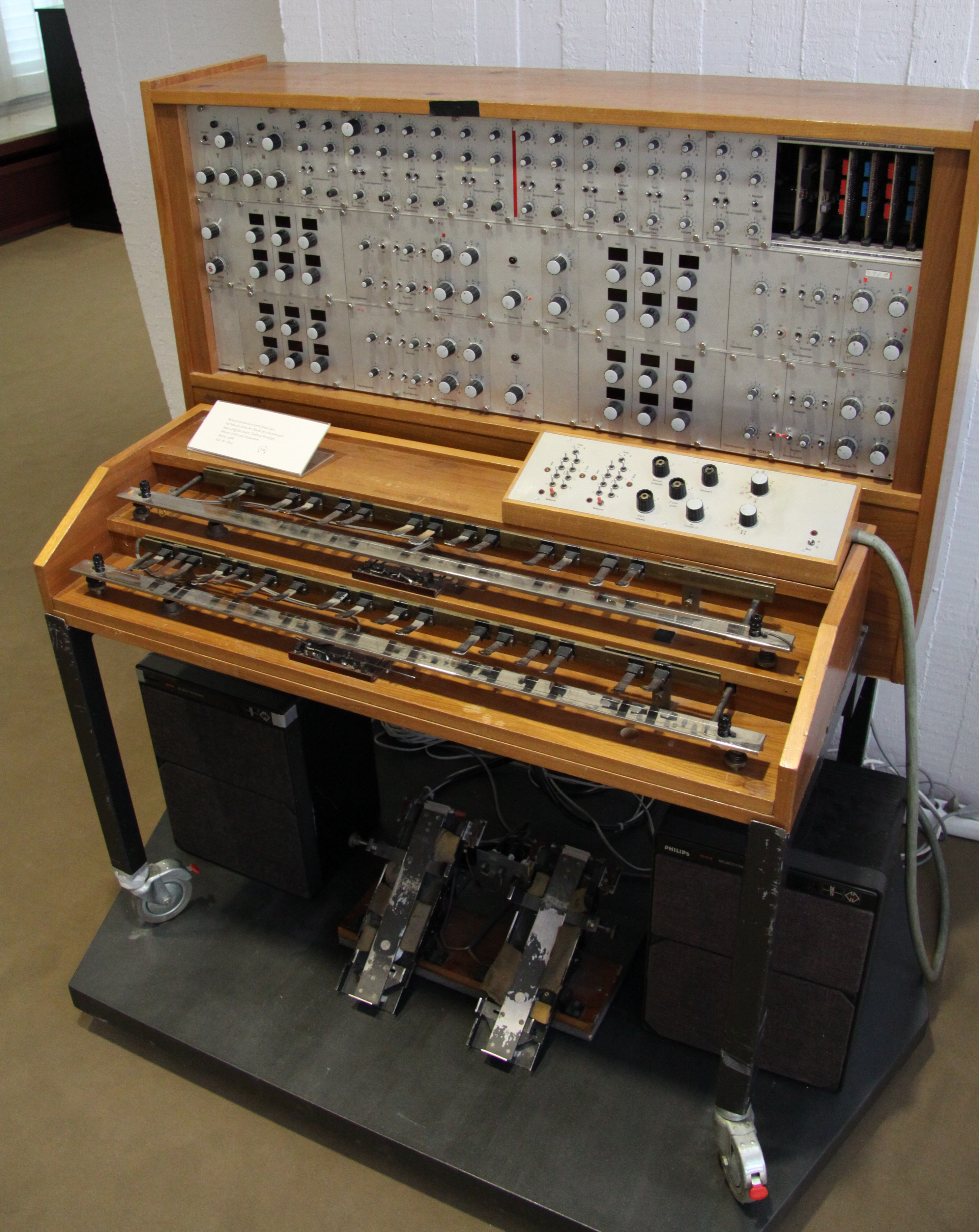
Mixturtrautonium, Musikinstrumenten-Museum Berlin

Der Futurismus zu Beginn des 20. Jahrhunderts begrüßte den Einsatz von Maschinen. Elektronische Musikinstrumente wie das Trautonium (1924) sind aus dieser Zeitstimmung hervorgegangen. Mit der Tontechnik, der Funktechnik und später der Fernsehtechnik konnte seit Beginn des 20. Jahrhunderts elektronische Kunst erzeugt werden, die noch nicht digital war. Schon viel länger gab es dagegen Kunst, die auf spielerisch-numerischen Gestaltungsmitteln aufbaute wie dem Spielwürfel. Sie ist im Wortsinn digital, ohne dass Maschinen zu Hilfe genommen werden müssten.
Pioniere des künstlerischen Einsatzes elektronischer und digitaler Geräte gab es an Institutionen wie den Bell Laboratories, dem Massachusetts Institute of Technology (MIT), dem Kölner Studio für elektronische Musik und an der Technischen Hochschule Stuttgart, an der Max Bense unterrichtete.
Studios für elektronische Musik gab es früher als Studios für Computerkunst. Am Beginn elektronischer Kunst standen Musiker. Ben F. Laposky, der die ersten elektronischen Grafiken erzeugte, bezeichnete sie als Visuelle Musik. Der Beginn der Computerkunst ist in mehrfacher Hinsicht mit elektronischer Musik verbunden:
- Die Wellenformen einfacher Töne wurden schon mit einem Vorläufer des „automatischen Plotters“, dem Oszillografen, sichtbar und hörbar gemacht. Mit Computerkontrolle wurde es möglich, generierte Wellen zu steuern und zu überlagern, so dass Töne konstruiert werden konnten.
- Computer wurden zum digitalen Sampling und zur musikalischen Anordnung und Umsetzung der Samples benutzt, die anschließend über einen Analog-Digital-Umsetzer wieder ausgegeben wurden.[45]
- Auf dem Bildschirm erzeugte grafische Darstellungen von Amplitude, Frequenz und Dauer von Noten wurden vom Komponisten mit einem Lichtgriffel manipuliert, die Klangveränderung wurde computerberechnet fast sofort hörbar.[46]
- Computer eröffneten neue Möglichkeiten der Komposition. Notation im Computer war leichter korrigierbar, Klangmuster konnten endlos aneinandergesetzt und überlagert werden und komplexe mathematische Ordnungen und Algorithmen konnten erstmals in eine Komposition eingehen.

Allerdings blieb analoge Elektronik in der Musik noch Grundlage der Wiedergabe bis Computer für die Klangwiedergabe in Echtzeit schnell genug wurden.

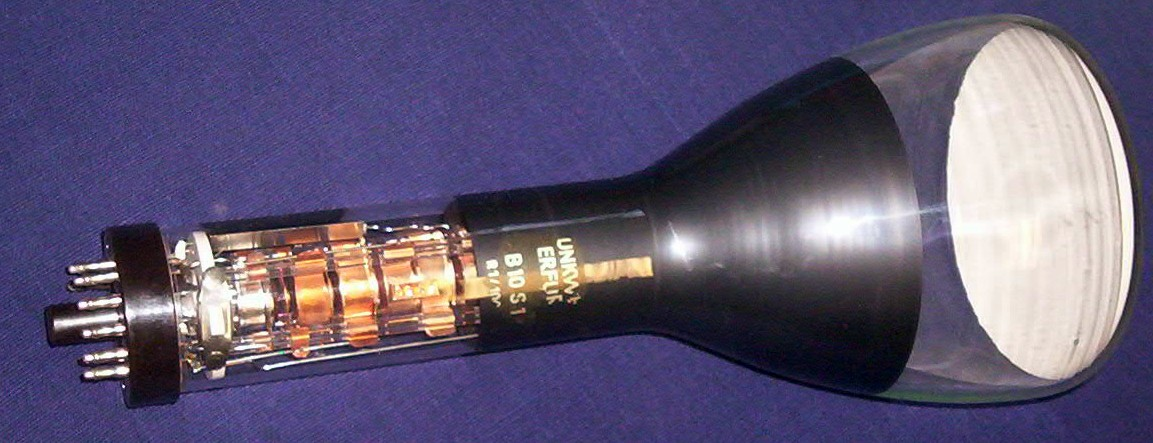
Oszilloskop-Röhre

Seit Anfang der 1950er-Jahre bis in die 1960er benutzten audiovisuell orientierte Künstler Kathodenstrahlröhren, um durch Ablenkung des Kathodenstrahls auf einem Bildschirm Bilder zu erzeugen. Anfangs waren die Bilder stark davon geprägt, dass es sich bei den Geräten im Prinzip um Oszillografen handelte. Ben F. Laposky, der ab 1950 auf solchen Bildschirmen Bilder generierte, nahm diese animierten Kurvengrafiken mit Hochgeschwindigkeitskameras auf und nannte sie „Oscillons“. Herbert W. Franke nutzte 1953 bis 1956 ebenso analog gesteuerte Geräte und nannte einen Teil der entstandenen Werkgruppe „Oszillogramme“.
Wissenschaftlern an den Bell Laboratories gelang es in den 1950er-Jahren, sämtliche Instruktionen zur Bilderzeugung, vor dem Abfotografieren von einem Bildschirm, durch einen digitalen Computer zu erzeugen und zu kontrollieren. Die Geräteanordnung wurde als „automatischer Plotter“ bezeichnet. Die Ausgabe von Vektorgrafik mit Stiftplottern auf Papier wurde erst später möglich.

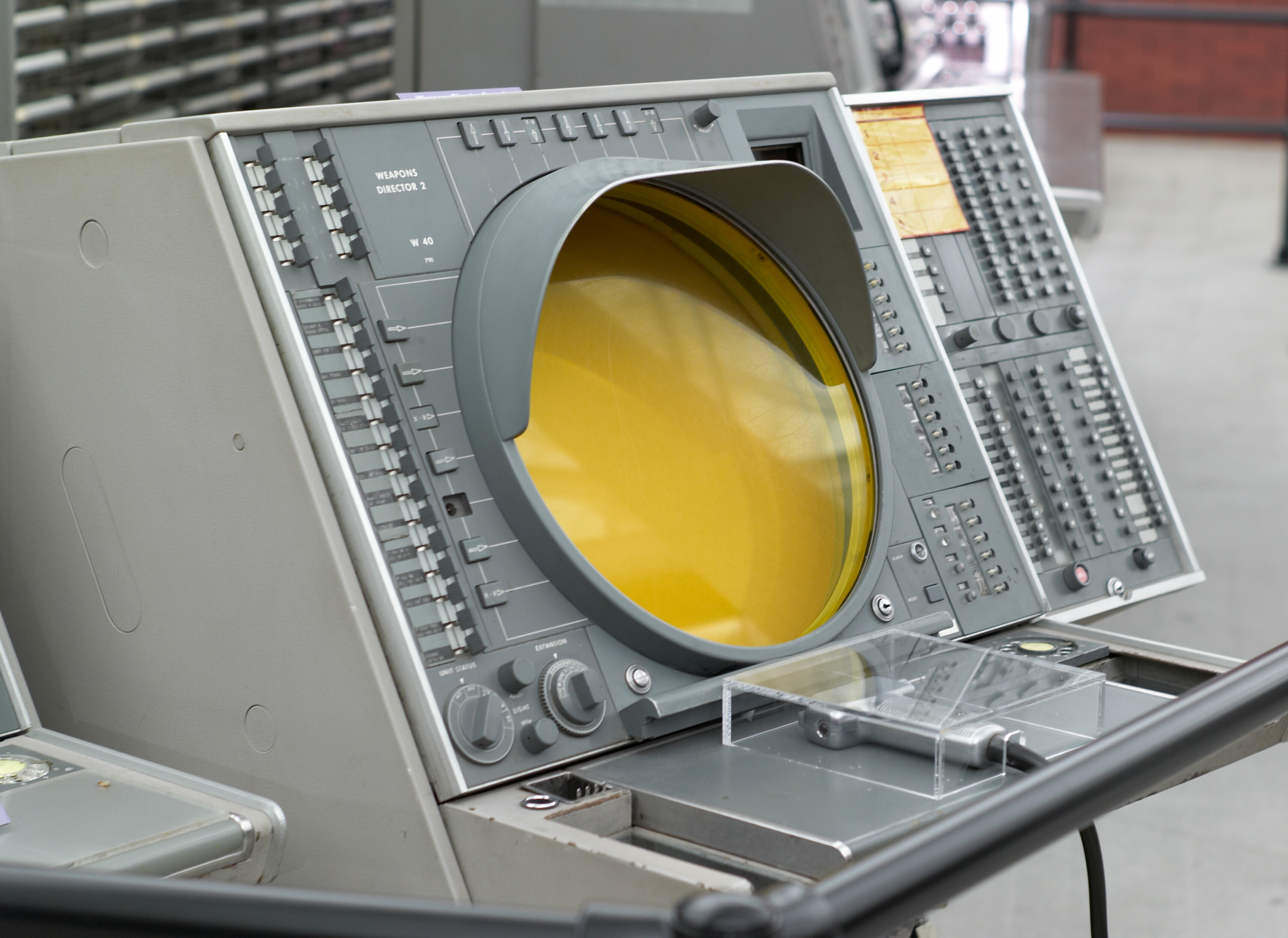
Whirlwind-Konsole (SAGE-Luftraumüberwachungssystem 1951)

Ein Schritt zu komplexerer Computergrafik begann mit dem Kathodenstrahl-Bildschirm des am MIT entwickelten Whirlwind-Computers (siehe Geschichte der Computergrafik).
Zu den Pionieren grafischer Computerkunst im deutschsprachigen Raum zählen Personen, die entweder von der Informationsästhetik (Max Bense) beeinflusst waren oder in Verbindung zu Informatikern standen (z. B. Kurd Alsleben). Arbeiten konnten sie nur in Verbindung mit Rechenzentren, wie dem DESY in Hamburg, da Computer in den 1950er- und 1960er-Jahren noch raumfüllende Anlagen waren. In dieser Entstehungszeit knüpft sich an die Entwicklung der theoretischen Grundlagen und deren technologisch-künstlerischer Umsetzung die Erwartung, hiermit eine neue Ästhetik zu entwickeln („So ist die Ästhetik als objektive und materiale Ästhetik gedacht, die nicht mit spekulativen sondern mit rationalen Mitteln arbeitet.“ – Bense 1969).
Mit der Verbesserung der Ausgabetechniken über Plotter (Mikrofilmplotter und Stiftplotter) interessierten sich zunehmend mehr Künstler für Computer. Während erste Programme für Stiftplotter zur Anwendung durch Architekten und ähnliche Berufe konzipiert waren, erstellten Künstler wie Frieder Nake und Herbert W. Franke eigene Programme für Plotter. Mit Programmcode und Beschreibungssprachen für grafische Formen und Effekte stand erstmalig in der Geschichte der bildenden Kunst ein grafisches Beschreibungssystem zu Verfügung; es war den Noten der Musik vergleichbar, übertraf diese aber durch die Tatsache, dass aus dem Programmcode auch das generative Prinzip, die in den Bildern manifestierte Ordnung, zu ersehen ist.

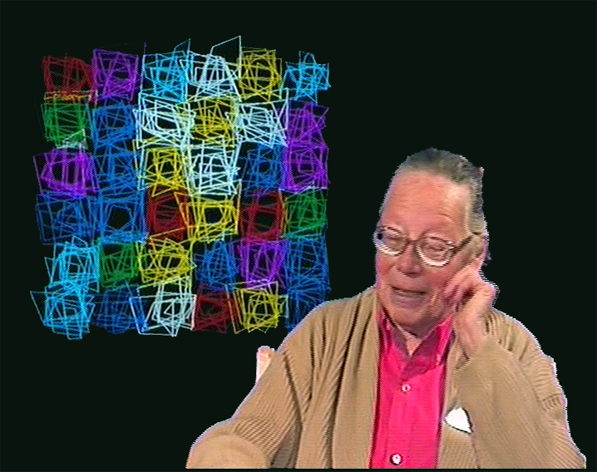
Vera Molnár

Neben Informatikern interessierten sich anfangs meist Künstler für die Arbeit mit Computern, die wie Vera Molnár aus der konkreten und abstrakten Kunst kamen. Einen anderen Hintergrund hat Manfred Mohr, der vom Action Painter und Jazzmusiker zum Pionier der Computerkunst wurde.
1965, beinahe zeitgleich in den USA und in Deutschland, stellten nicht Künstler, sondern Wissenschaftler das erste Mal Computerkunst in Galerien aus: Bela Julesz und A. Michael Noll in New York, Georg Nees und Frieder Nake in Stuttgart.
Georg Nees, der die ersten Grafikbefehle in Algol 60 schrieb, produzierte 1968, mit Fräsmaschine und Siemens-4004-Rechner, eine der frühesten komplett computerkontrolliert erzeugten Skulpturen. Sie wurde 1970 auf der Biennale Venedig ausgestellt.
In den 1970er-Jahren wurden die Großrechner durch kleinere und interaktivere Rechenanlagen abgelöst, die über Tastatur und Monitor steuerbar, Rastergrafik ausgeben konnten. Laurence Gartel führte ab 1975 Methoden und Techniken aus der Videokunst ein: Videosynthesizer und erste Video-Malprogramme zur Manipulation von Grafik auf dem Monitor. Neue Möglichkeiten zur Bildmanipulation wurden von Künstlern aufgegriffen, die bislang mit analogen Medien gearbeitet hatten und gewöhnlich nicht als Vertreter der digitalen Kunst genannt werden: Peter Greenaway für Film, zusammen mit István Horkay; Jeff Wall, Thomas Ruff und Andreas Gursky für fotografische Kunst.
Vera Molnár und ihr Mann François Molnár erstellten 1974–76 die in Fortran geschriebene Software Molnart, die nach eigenen Angaben eine "systematisches bildhaftes Experimentieren" ("expérimentation picturale systématique") ermöglichte.
Ende der 1970er-Jahre entstanden die ersten Ansätze zu digitalen Kommunikations-Netzwerken, und damit einer medialen digitalen Kunst, die Netzwerke als künstlerisch gestaltbare Medien begreift. Die Basis bilden zunächst Online Computer Konferenzen, dann erste Mailbox-Systeme wie ARTBOX und FAX-Netzwerke (vgl. ARTEX).
Mit zunehmender Rechengeschwindigkeit und Speicherkapazität wurde die interaktive Bearbeitung von Grafik am Monitor Standard. Grafik konnte als Proof auf Desktop-Druckern ausgegeben werden. Yoichiro Kawaguchi begann in den 1980er-Jahren damit, 3D Modeling Programme für digitale Kunst zu nutzen.
Mit Bildbearbeitungsprogrammen, wie Paintbox in den 1980er-Jahren und Adobe Photoshop seit den 1990er-Jahren, kann vorhandenes fotografisches Bildmaterial künstlerisch manipuliert werden.
Eine Liste von Essays sowie eine fundierte Liste der Künstler, die Entwicklungen der digitalen Kunst geprägt haben, bietet das Digital Art Museum (DAM).

## Gegenwart
Die Digitalisierung verschiedener, mittlerweile „traditioneller“ Medien, führte zu deren digitaler Neuformulierung. Beispielsweise wird Videokunst, ursprünglich analog erstellt, nun digital aufgenommen. Daraus hat sich eine neue Kultur und Kunst auf Webseiten präsentierter Videoclips entwickelt.
Heute sind zweidimensionale und dreidimensionale Bilder aller Art mit entsprechenden Programmen manipulierbar und herstellbar. Sie können um eine zeitliche Dimension ergänzt werden. Digitale Bildkunst kann so in Videokunst übergehen, wie in den Arbeiten von Yves Netzhammer. Einerseits computergenerierte Kunst und klassische Kunstdisziplinen, andererseits die mediale digitale Kunst im engeren Sinne differenzieren sich aus, fließen jedoch auch ineinander.
Die digitale Bildkunst von Julian Opie besteht zu einem großen Teil aus bewegten digitalen Großformaten in Museen und im öffentlichen Raum. Auf großen Flachbildschirmen an geeigneten Gebäuden werden digital gezeichnete Menschen oder digital erzeugte Landschaften in ständig fließender Bewegung zeigt.
Neben der Geschichte und Gegenwart der weitgehend als „computergeneriert“ verstandenen digitalen Kunst gibt es eine Geschichte und Gegenwart der „medialen“ digitalen Kunst, die mit Medienkunst und Netzkunst verbunden ist.

## Institutionen
- Ars Electronica, ein jährliches Festival zur Präsentation und Förderung von Kunst in enger Verbindung mit (digitaler) Technologie und gesellschaftlichen Fragestellungen, in Linz (Oberösterreich).
- Coded Cultures, Festival für Medienkunst, digitale Kunst und experimentelle Forschung in Wien, Österreich
- De Balie,[54] ein Zentrum in Amsterdam [NL], dessen Schwerpunkt auf der Auseinandersetzung mit interdisziplinären künstlerischen Projekten im Bereich der digitalen Medien liegt.
- Donau-Universität Krems: Department für Bildwissenschaft, Studiengang „MediaArtHistories“, Lehre und Forschung zu digitaler Kunst, Leitung: Oliver Grau.[55]
- iMal, center for digital cultures and technology, Brüssel (B).[56]
- netzspannung.org, E-Teaching-Plattform und Online-Archiv für Medienkunst des Fraunhofer-Instituts für Intelligent Analyse- und Informationssysteme (IAIS), Sankt Augustin.[57]
- Transmediale, Berlin. Das jährliche Festival soll künstlerische Positionen zeigen, die den Einfluss neuer Technologien, Netzwerkpraktiken und digitaler Innovationen widerspiegeln.[58]
- Zentrum für Kunst und Medien (ZKM) in Karlsruhe. Das ZKM, geleitet von Peter Weibel, engagiert sich für Digitale Bildkunst, Computergrafik und mediale digitale Kunst. Es besteht eine enge Zusammenarbeit mit der Staatlichen Hochschule für Gestaltung.
- Universität für angewandte Kunst Wien: Abteilung Digitale Kunst. Leitung seit 2010: Ruth Schnell.[59]
- Research Institute for Arts and Technology,[60] Forschungsinstitut in Wien, Österreich